# 鳥坂九十九
鳥坂 九十九（とりさか つくも、1953年4月6日 - ）は、香川県小豆郡内海町（現：小豆島町）出身の元プロ野球選手（投手）。

## 来歴・人物
小豆島高を卒業後は就職するも、1972年にドラフト外で近鉄バファローズにテスト入団。
1976年に、日本プロ野球の現役選手として初めて背番号99を付けた。背番号99を付けたのは、自身の名前（九十九）に由来する。 
1978年、読売ジャイアンツへ移籍。しかし、一軍出場は果たせぬまま1979年に引退した。引退後は藤井寺球場近くにお好み焼き屋を開いていた。
2005年3月5日、地元の内海町で開かれた野球教室（みんなのまちづくり事業「内海町少年野球教室」）に島本講平（元近鉄、南海）と共に参加した。

## 詳細情報

### 年度別投手成績
- 一軍公式戦出場なし

### 背番号
- 53 （1973年 - 1974年）[3]
- 59 （1975年）[4]
- 99 （1976年 - 1977年）[5]
- 86 （1978年 - 1979年）[6]